# MV Panagiotis
El Panagiotis (en griego: Παναγιώτης) fue un buque mercante cuyo pecio yace en las arenas blancas de una cala expuesta de la costa de Zacinto, una de las islas jónicas más meridionales de Grecia. La playa de Navagio ("Naufragio"), el lugar donde yacen los restos del naufragio, es una atracción turística en el noroeste de la isla, con miles de visitantes cada año.
Fue construido en Escocia en 1937 con el nombre de Saint Bedan y naufragó en 1980.

## Historial operativo
El buque mercante costero Panagiotis fue construido en 1937 en Bowling, en el río Clyde, en el astillero 341 por Scott & Sons, y equipado con un motor diésel de 532 CV fabricado por British Auxiliaries Ltd. En el momento de su construcción, medía 157 pies de eslora y 26 pies de manga. Tenía un calado de 14 pies y un registro bruto de 452 toneladas.
Desde su construcción, el Panagiotis ha cambiado de propietario y de nombre.
- 1937 - Originalmente llamado MV Saint Bedan, fue botado el jueves 14 de enero de 1937 para J. & A. Gardner and Co. Ltd. de Glasgow.
- 1964 - Vendido a los propietarios griegos M. Gigilinis y S. Kakassinas de Salónica y rebautizado Meropi.
- 1966 - Vendido a N. S. Kalfas y rebautizado como Charis.
- 1975 - Vendido a P. Lisikatos & Company de El Pireo y rebautizado Panagiotis.
- 1980 - Varado en la isla de Zante el 2 de octubre de 1980 y abandonado.[1]

## Hundimiento

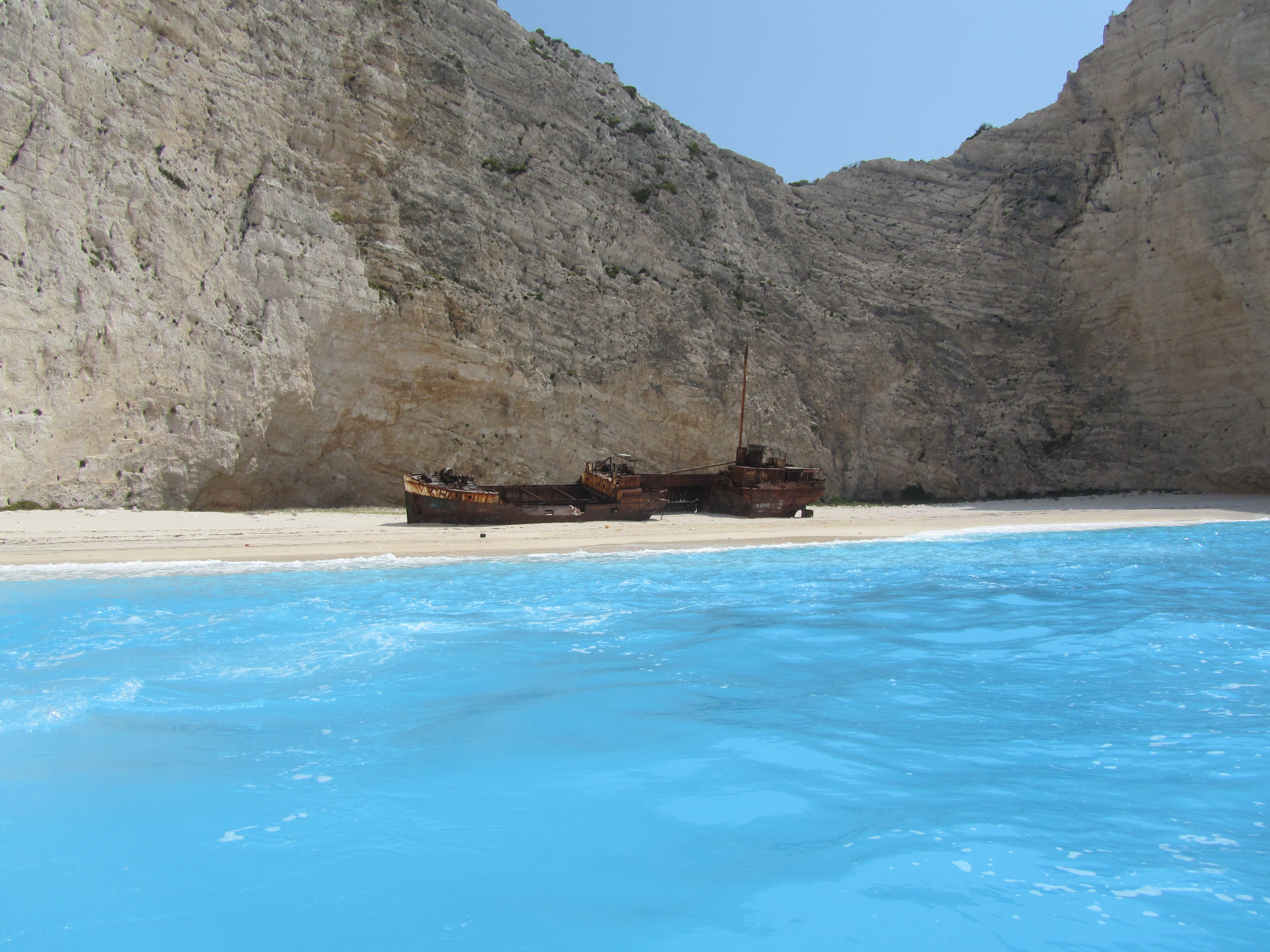
Playa de Navagio y naufragio del Panagiotis

Existen numerosas historias sobre cómo el navío quedó varado en la cala. Una historia popular sobre el naufragio del Panagiotis sostiene que pasó la última parte de su vida como barco de contrabando. En 1980, durante una época de mínimos históricos de población en la isla de Zante, el Panagiotis supuestamente se dirigía desde Turquía con un cargamento de cigarrillos de contrabando para la mafia italiana, según afirman algunas versiones de la historia. Las autoridades sospecharon de la tripulación, por lo que el Panagiotis fue perseguido por la Armada griega. 
El barco encalló en una cala poco profunda de la costa occidental de Zacinto, al norte de Porto Vromi, donde la tripulación lo abandonó para eludir la persecución de la Marina. Esta historia se vio corroborada cuando recientemente se hicieron públicos documentos judiciales y fotos relacionados con el incidente.
Según otra historia, el barco transportaba carga legítima de Argostoli a Durrës (Albania) cuando la tripulación se vio obligada a vararlo en la cala durante una tormenta el 2 de octubre de 1980. Cuando parte de la carga y el valioso equipo del barco fueron saqueados, el capitán, Charalambos Kompothekras-Kotsoros, alertó a las autoridades, y 29 lugareños fueron condenados por saquear los restos del naufragio. Kompothekras-Kotsoros nunca fue acusado de ningún delito.
El pecio permanece en el lugar, que ahora se llama playa de "Navagio", que en griego significa "naufragio".

## Galería

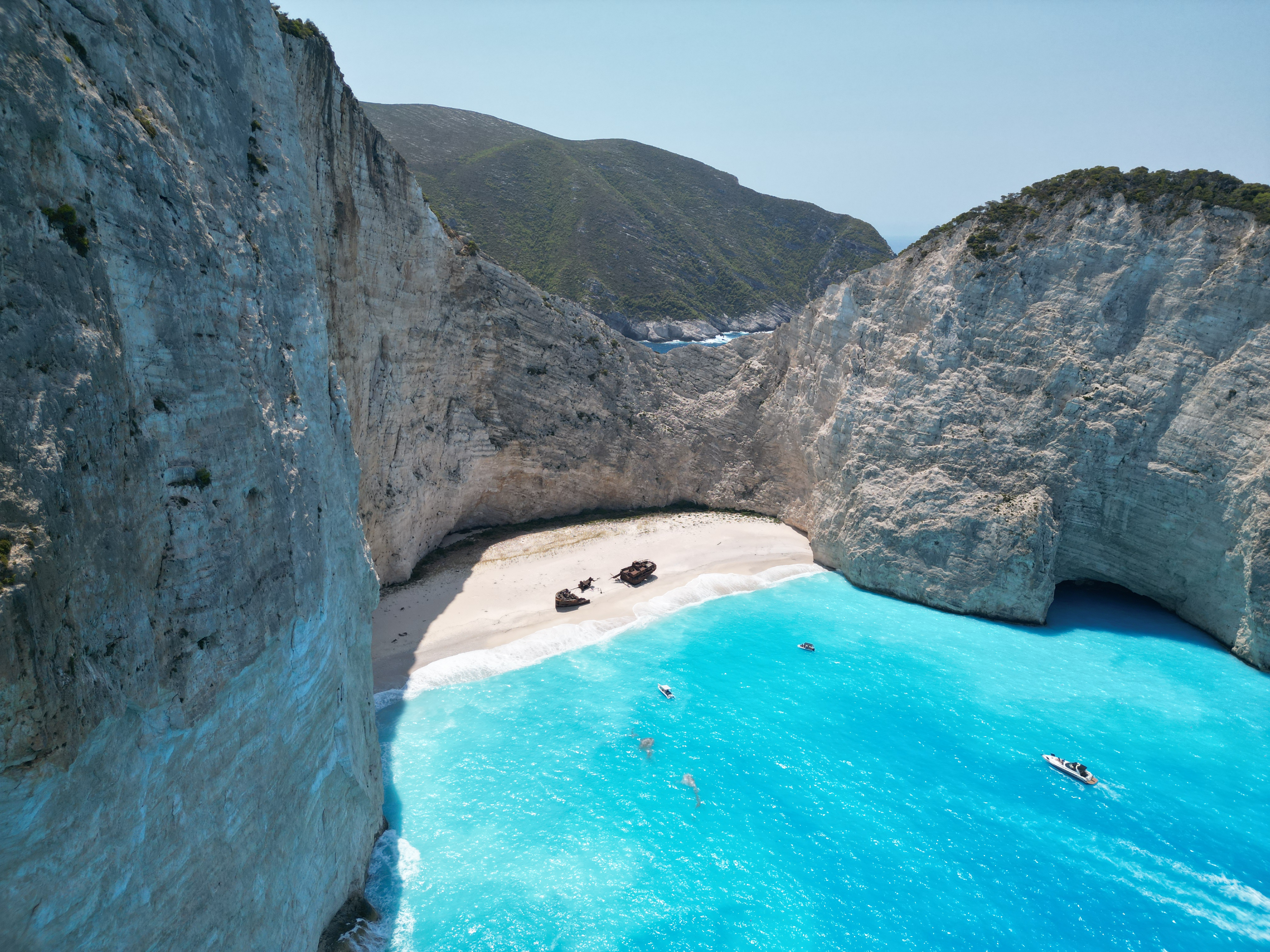
Panorámica del MV Panagiotis
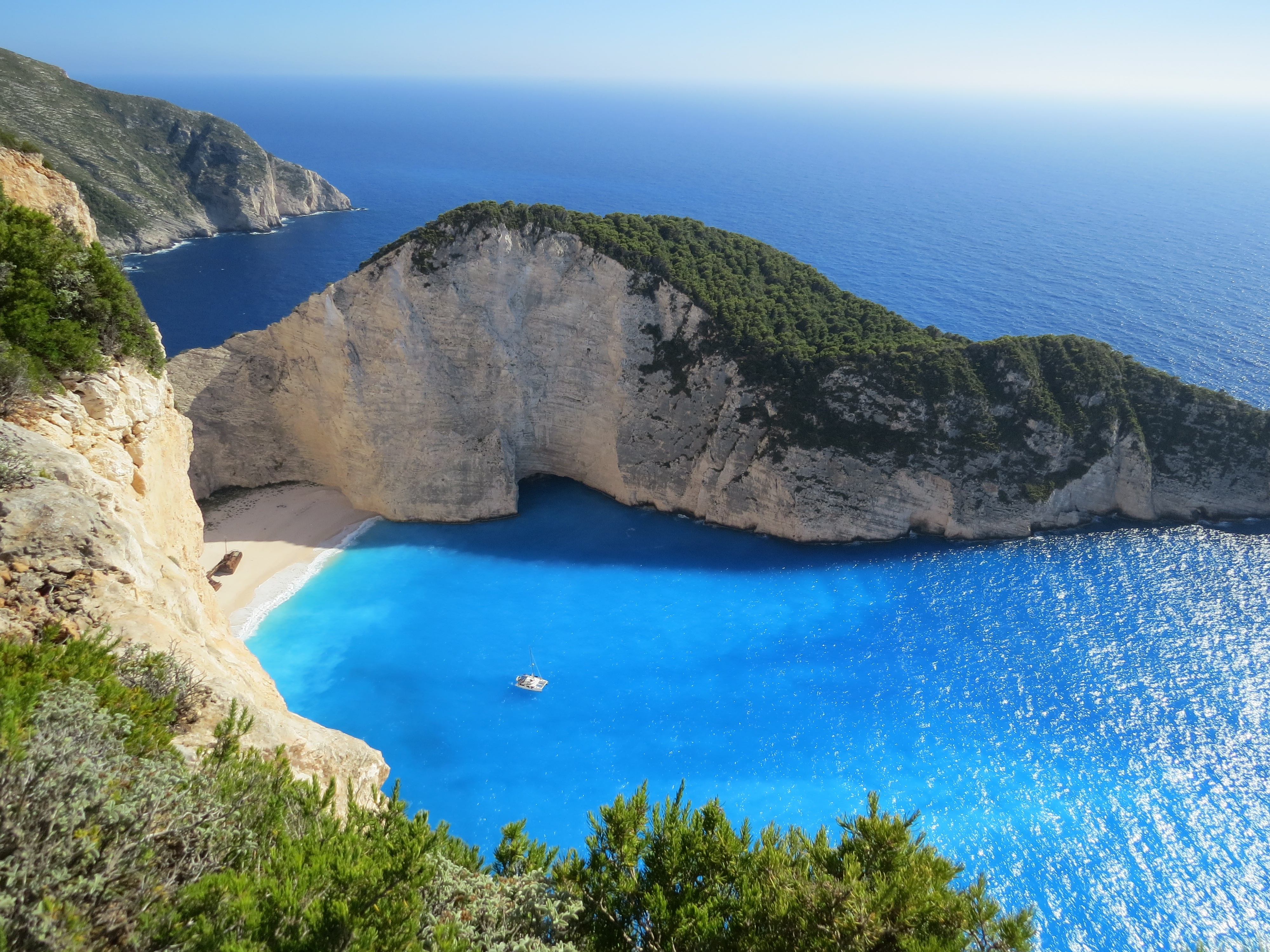
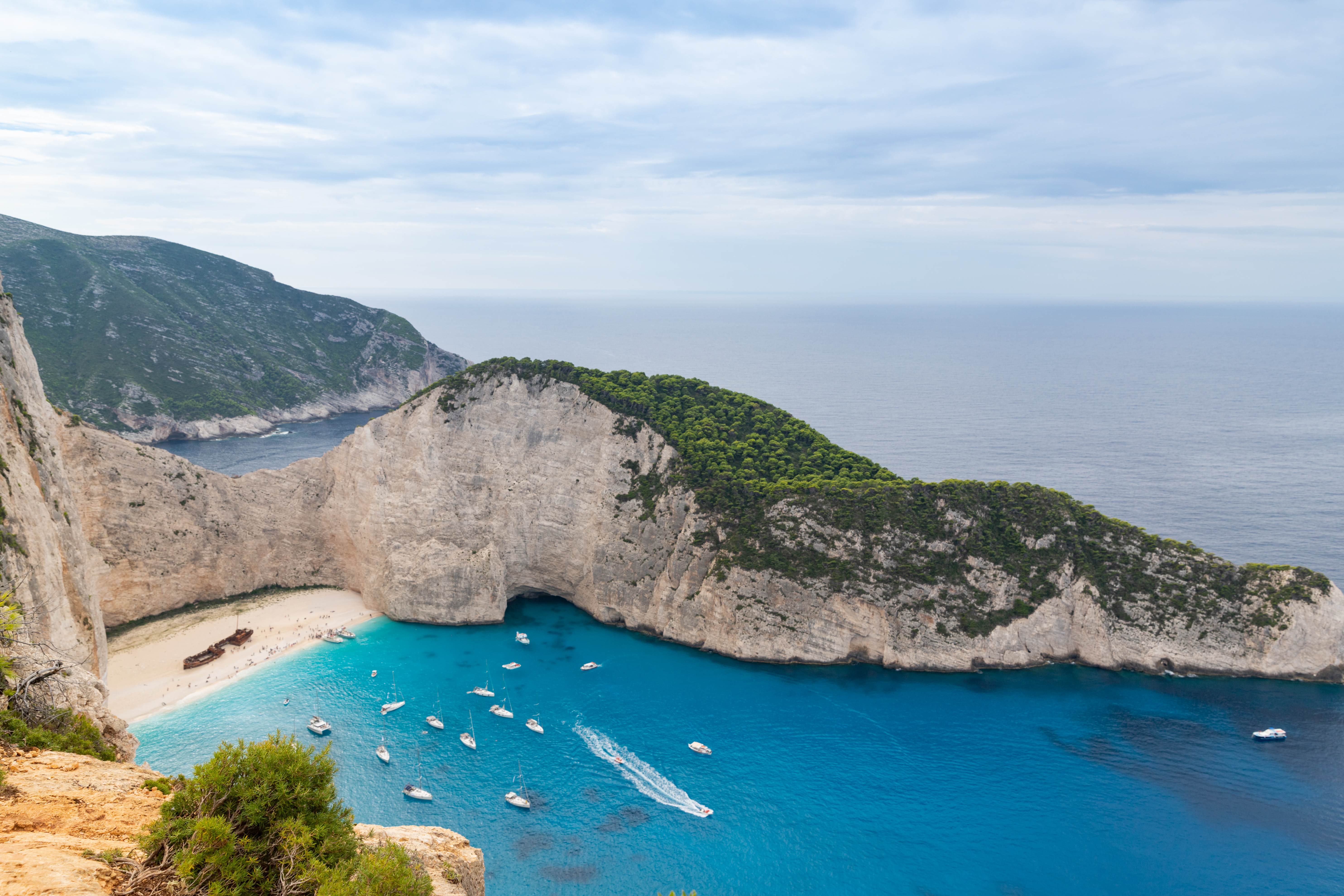
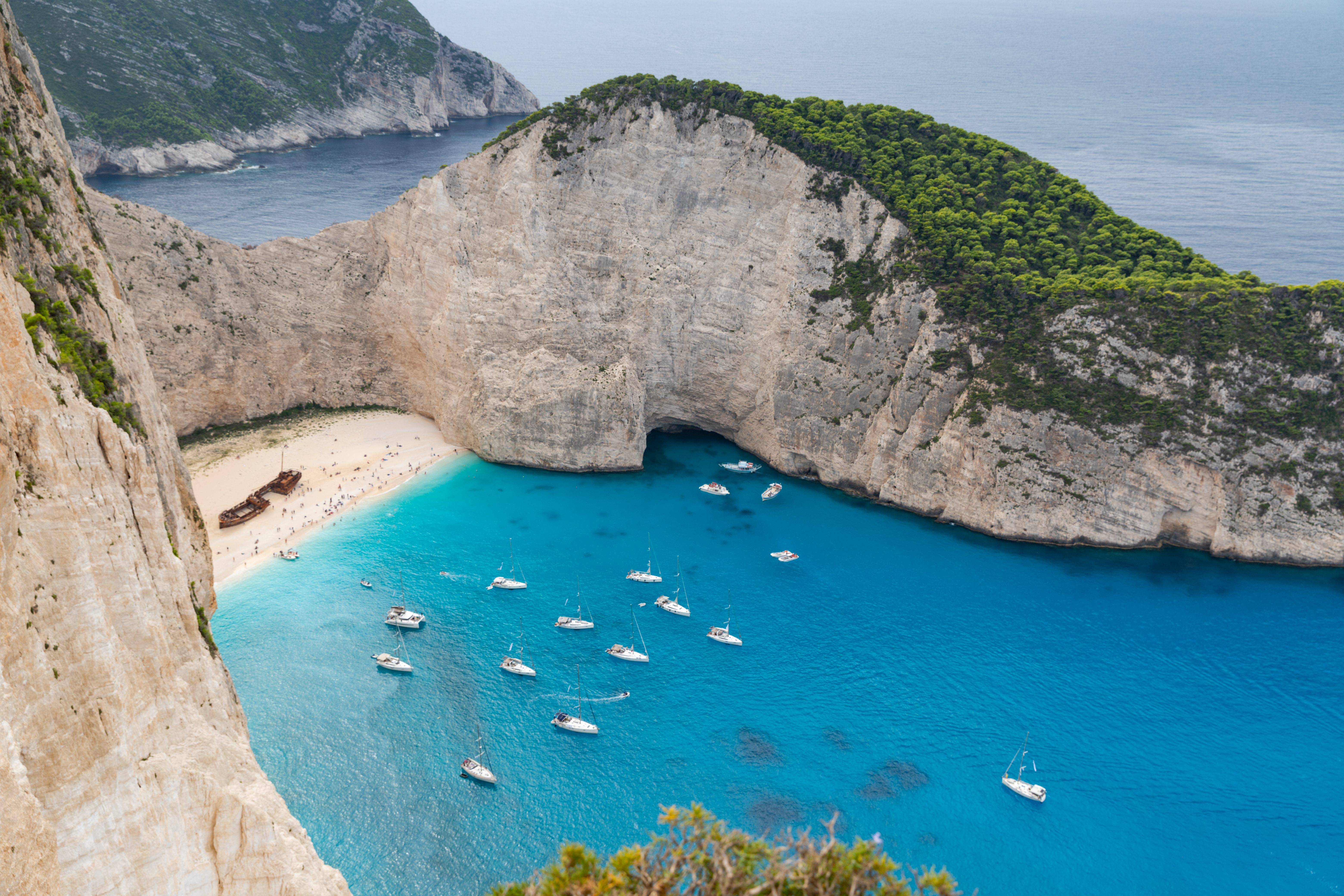
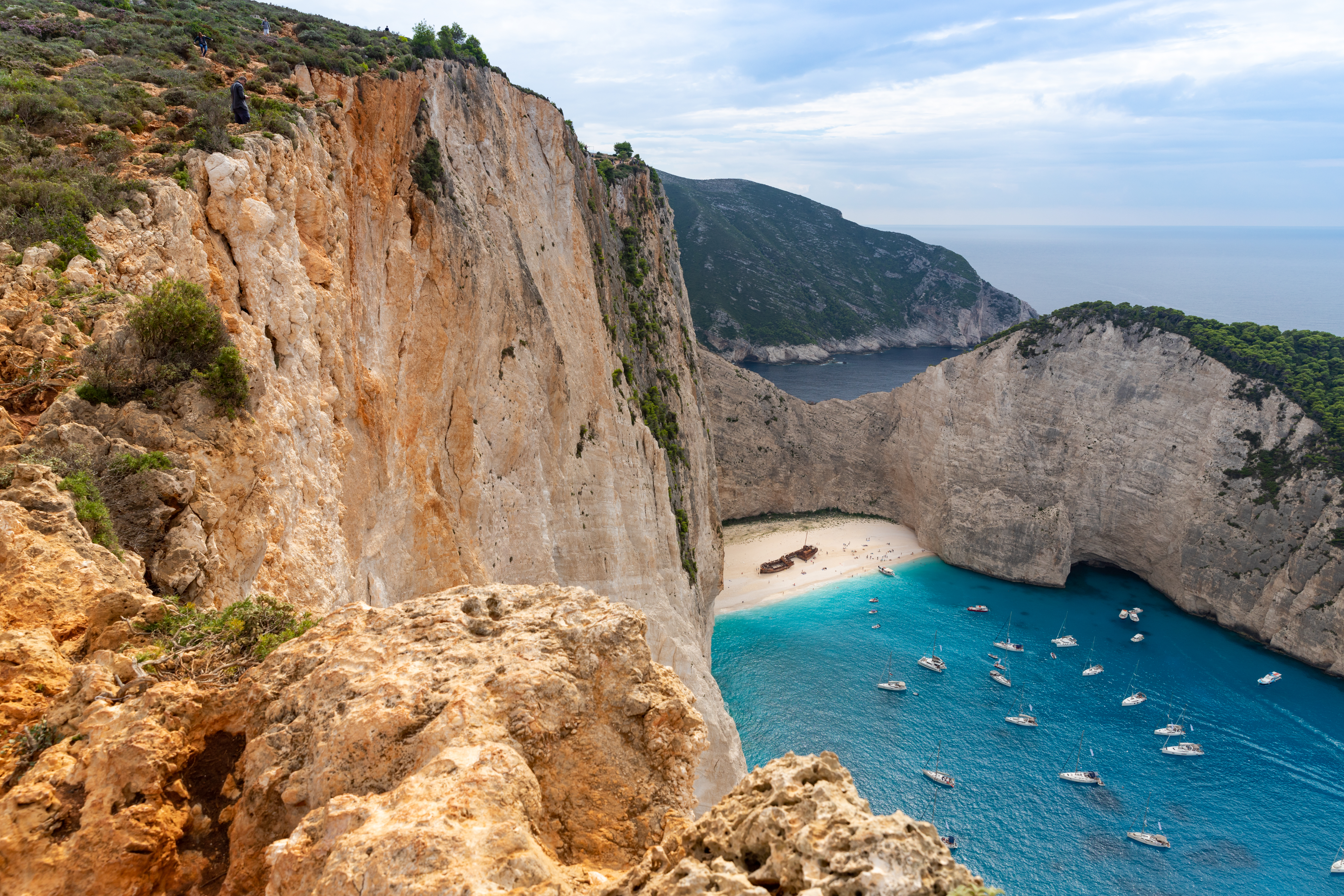
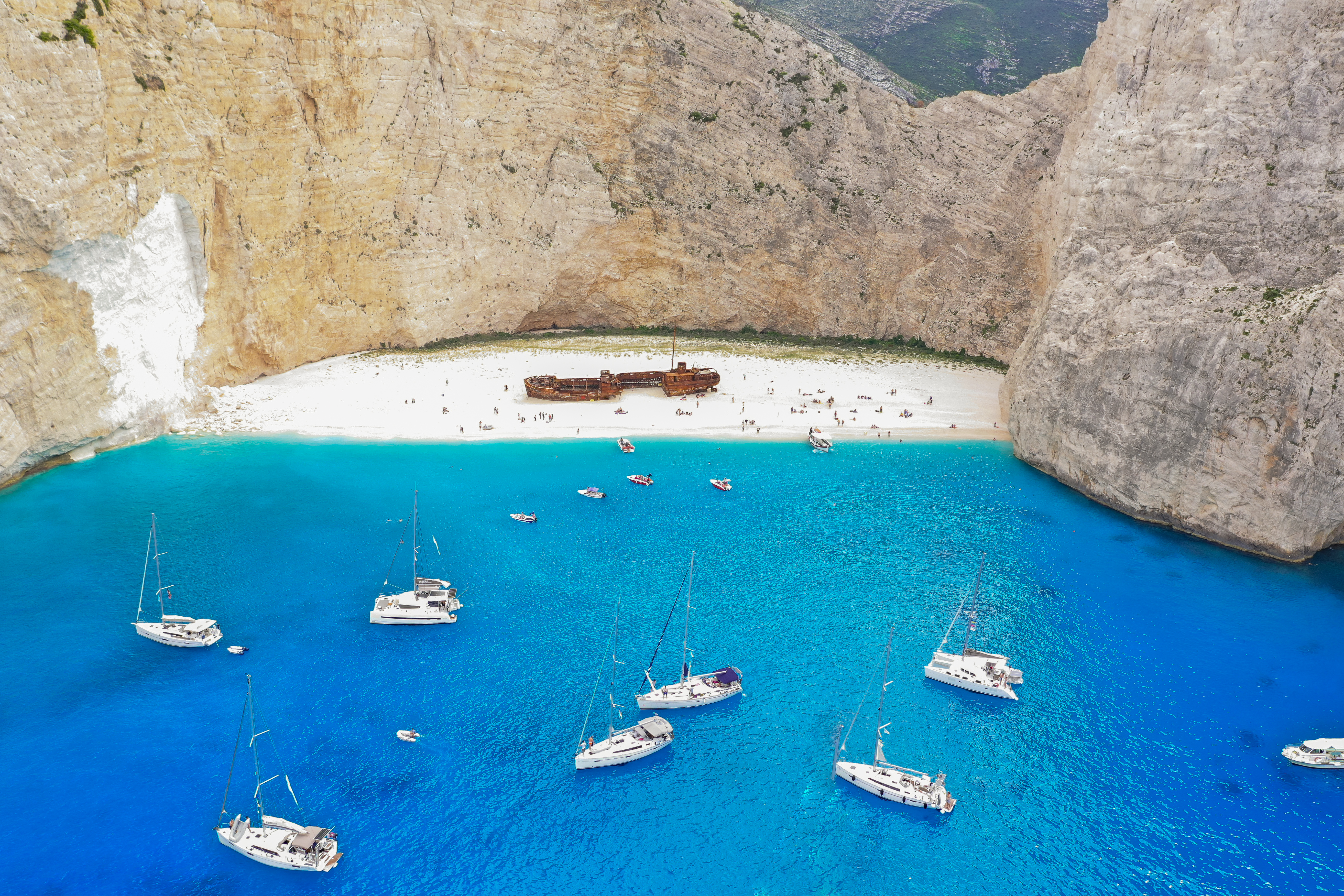
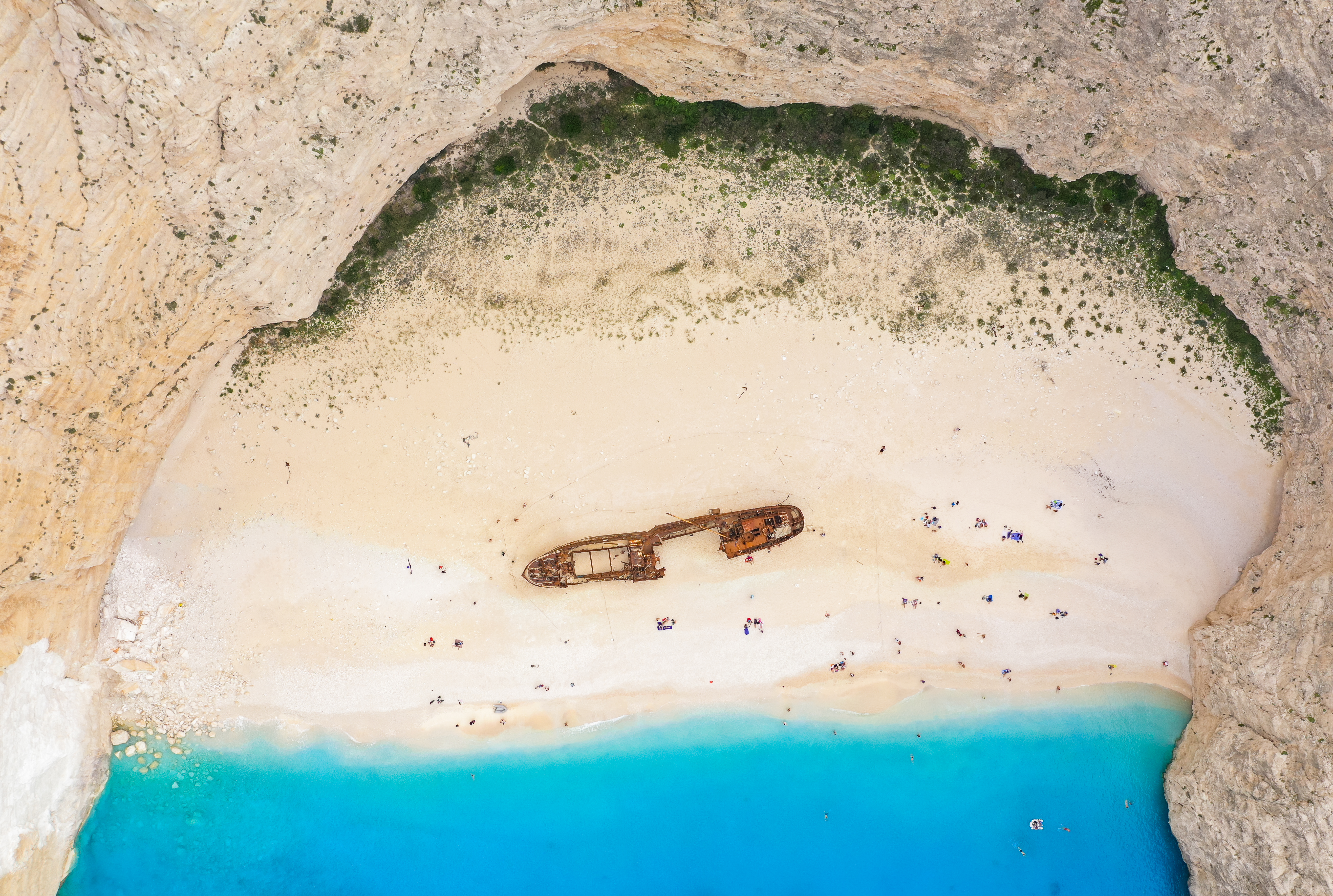
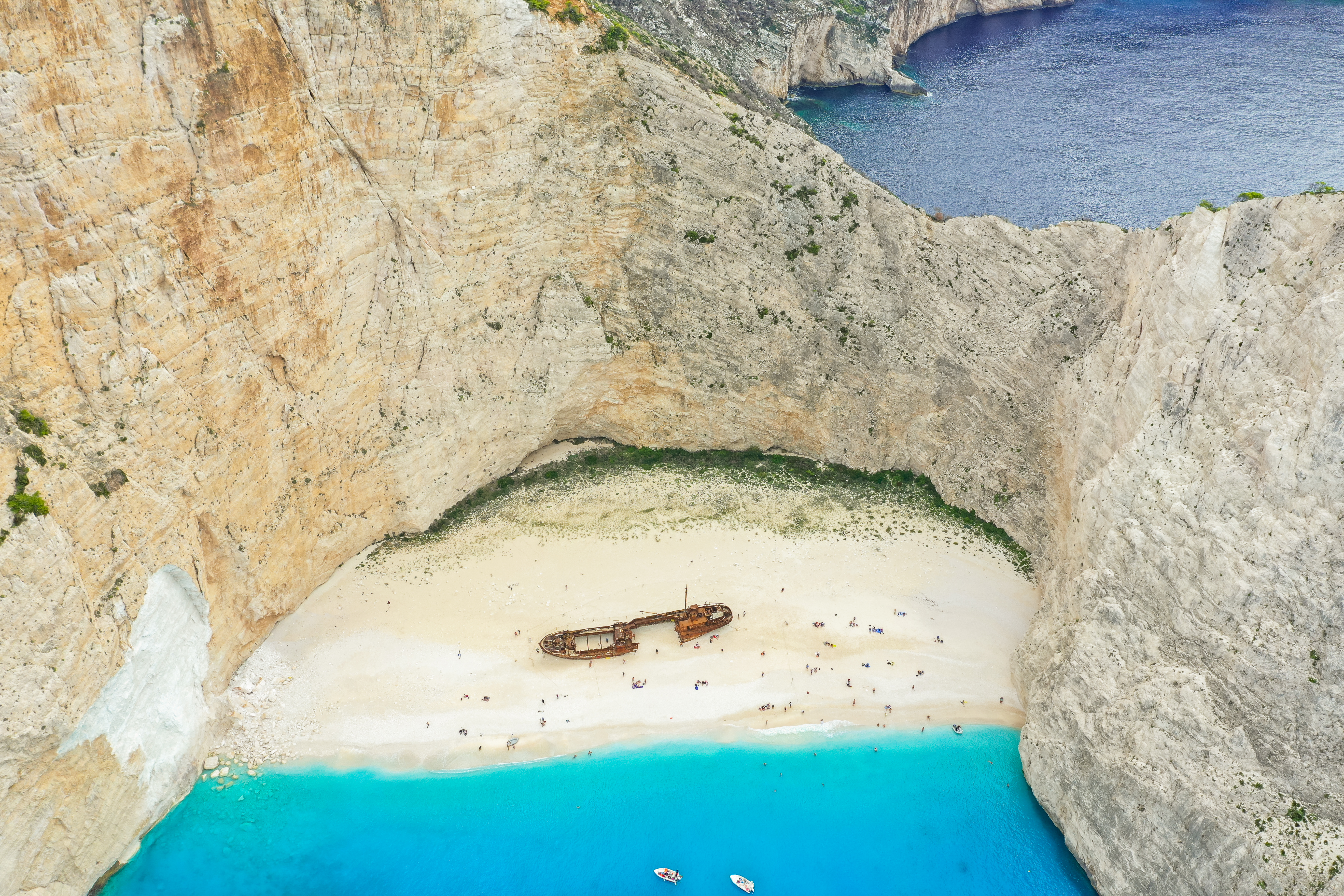
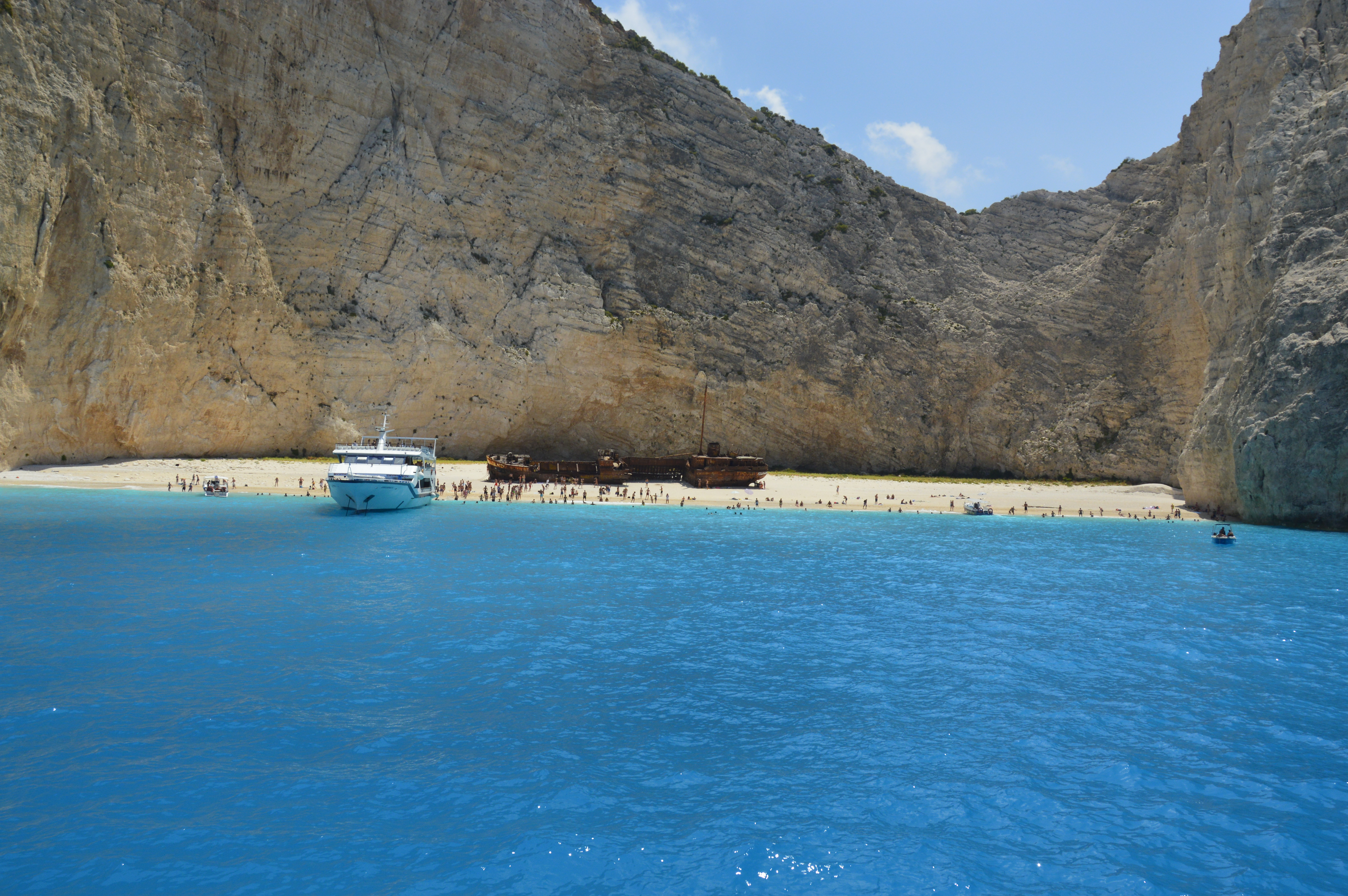
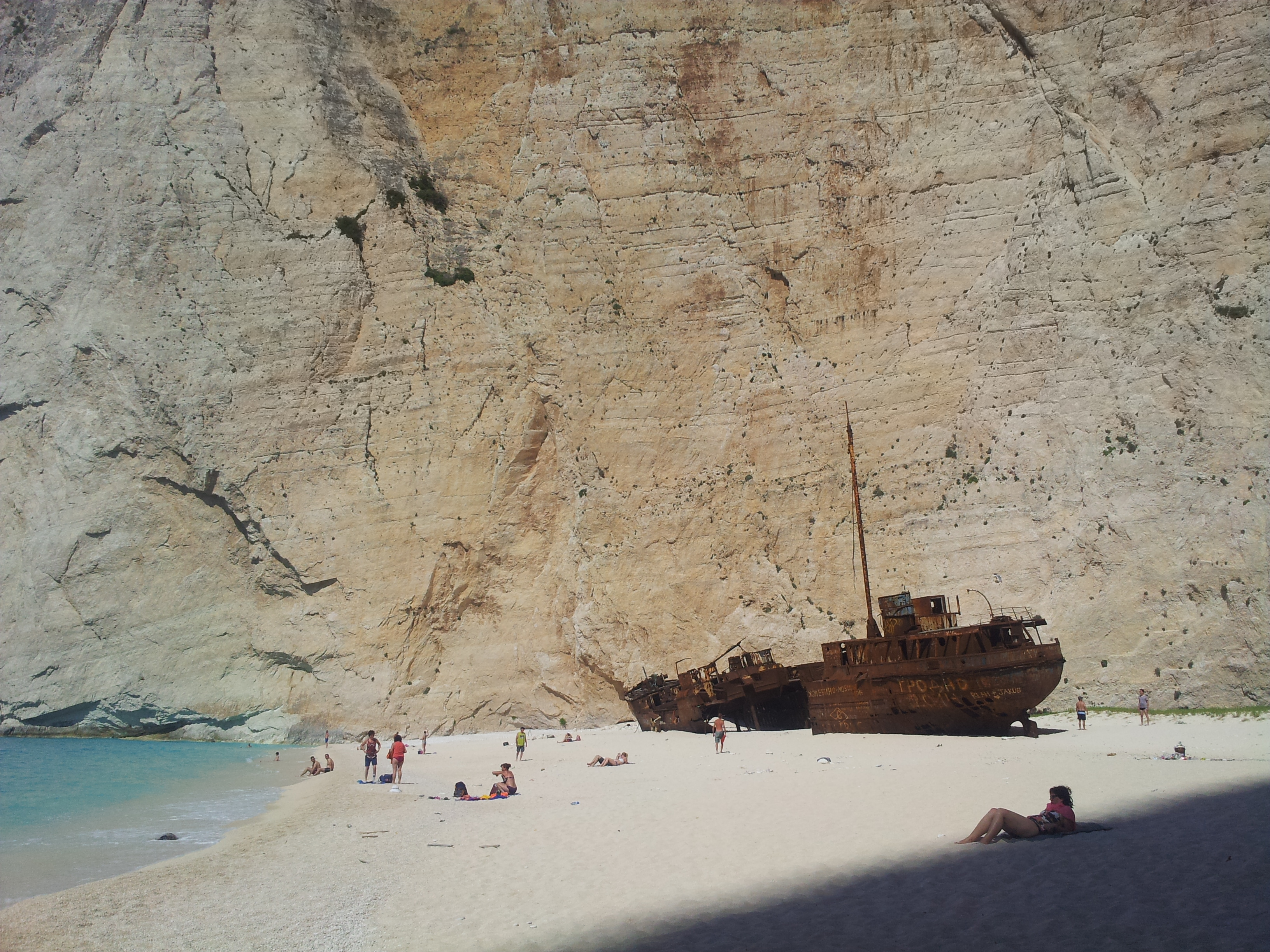
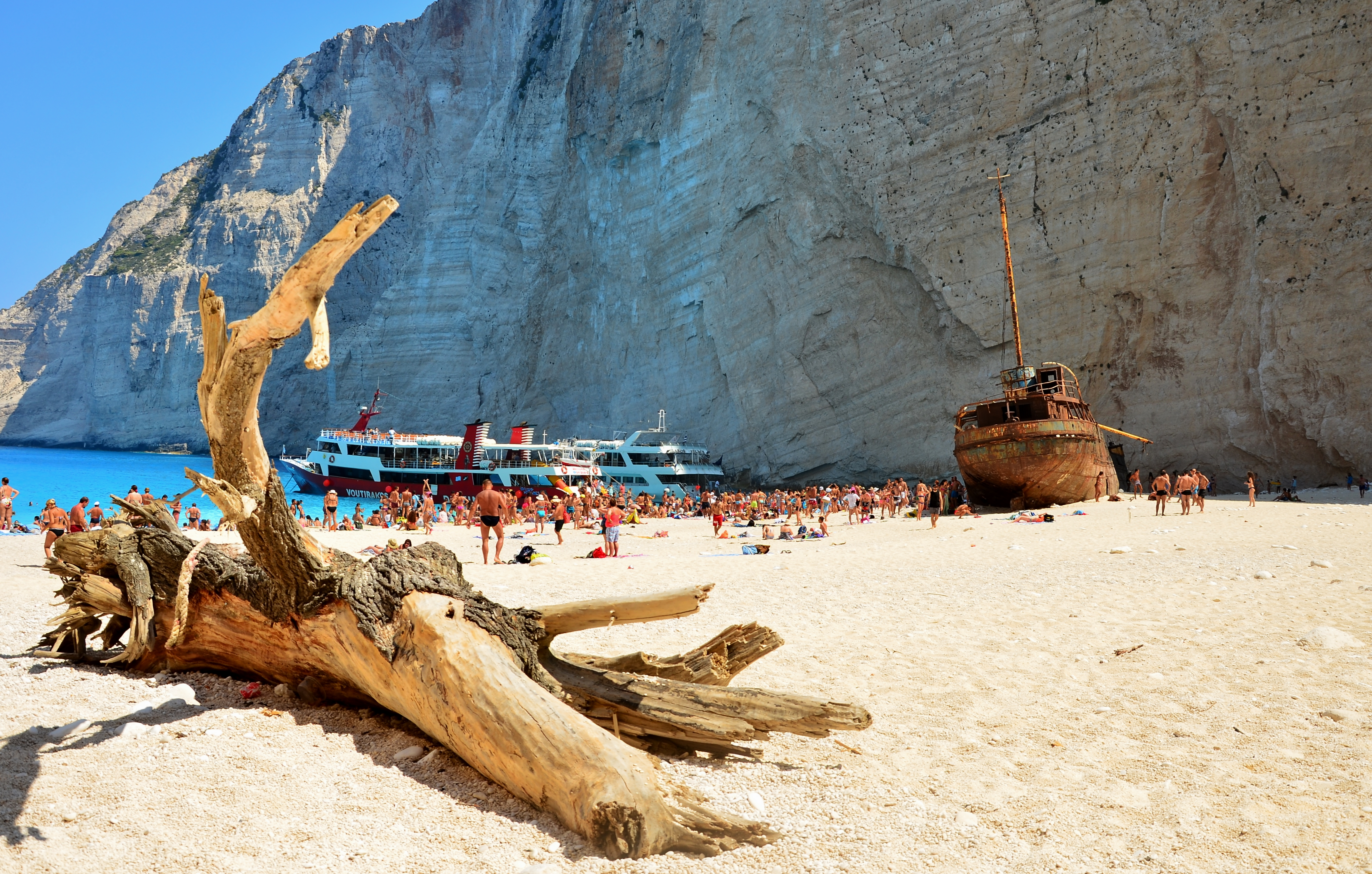